# 恒裕金融中心

恒裕金融中心，是中国深圳市的一座摩天大楼，位于南山区深圳湾，高310公尺、66层楼，于2020年动工、预计2025年完工，是深圳前三十高楼。